# Africa Express Presents: Maison Des Jeunes
Africa Express Presents: Maison Des Jeunes je hudební album různých umělců, které vyšlo 9. prosince roku 2013 pouze v digitální formě na internetu přes web Transgressive. Klasická fyzická verze alba by měla následovat v roce 2014. Nahrávání alba probíhalo v říjnu 2013 v Mali. Jde o projekt zpěváka Damona Albarna a v rolích interpretů písní se na albu představili například Lil Silva a Yacouba Sissoko; produkce různých písní se ujali, vedle Albarna samotného, například Brian Eno nebo Nick Zinner.

## Seznam skladeb
1. Adama Koita: „Fantainfalla Toyi Bolo“ (produkce: Two Inch Punch) – 3:37
2. Songhoy Blues: „Soubour“ (produkce: Nick Zinner & Remi Kabaka) – 3:38
3. Ghostpoet feat. Doucoura: „Season Change“ (produkce: Two Inch Punch & Damon Albarn) – 3:57
4. Bijou: „Dougoudé Sarrafo“ (produkce: Damon Albarn) – 3:28
5. Lil Silva: „Bouramsy“ (produkce: Lil Silva) – 3:49
6. Talbi: „Rapou Kanou“ (produkce: Two Inch Punch) – 3:23
7. Gambari ft. Kankou Kouyaté: „Yamore“ (produkce: Damon Albarn) – 5:56
8. Yacouba Sissoko Band: „Chanson Denko Tapestry“ (produkce: Brian Eno) – 5:01
9. Lobi Traoré Band: „Deni Kelen Be Koko“ (produkce: David Maclean) – 5:46
10. Moussa Traoré: „Farafina“ (produkce: Damon Albarn) – 5:16
11. Tiemoko Sogodogo: „Latégué“ (produkce: Brian Eno) – 3:13